# Karlsborgsbanan
Karlsborgsbanan, även Statsbanan Skövde-Karlsborg, var en järnväg mellan orterna Skövde, Igelstorp, Tibro, Fagersanna, Mölltorp och Karlsborg. Den öppnades den 27 juli 1876 för allmän trafik och har alltid varit i statlig ägo. Det huvudsakliga syftet med banan var att förse Karlsborgs fästning (färdigställd 1909) med en fraktväg för krigsmateriel, men den förlorade snabbt sitt syfte i och med att fästningen nästan genast efter färdigställandet blev omodern. Järnvägen levde dock vidare, och den elektrifierades 1937. Under 2022–2023 revs banan upp.
Persontrafiken fortsatte till 1986. Spåret revs dock inte upp, eftersom godstrafik fortfarande pågick. 1993 lades dock även godstrafiken ner. Ett par år senare återupptog ett privat företag godstrafiken mellan Skövde och Tibro, men delen Tibro–Karlsborg förblev outnyttjad. Våren 2003 stängdes den därför av för trafik.
29 augusti 2008 beslutades att riva upp järnvägen mellan Tibro och Karlsborg och att dra in underhållet på resterande del av banan mellan Skövde och Tibro. 
Mellan 2022 och 2023 revs Karlsborgsbanan upp.